# 511 a.C.

## Eventos
- Final do reinado do Imperador An'nei (安寧天皇, Annei-tennō), 3º Imperador do Japão[1]
- Início do reinado do Imperador Itoku  (懿徳天皇, Itoku-tennō), 4º Imperador do Japão[2]
- Primeira expedição de Esparta contra o tirano Hípias, de Atenas; a expedição fracassa, porque Hípias conhecia os planos espartanos.[3]